# Campo de concentración de Deir ez-Zor
Los campos de Deir ez-Zor fueron una serie de campos de concentración en el corazón del desierto sirio a donde miles de refugiados armenios fueron forzados en marchas de la muerte durante el genocidio armenio. El vicecónsul de los Estados Unidos en Alepo, Jesse B. Jackson, estimó que por lo menos 150,000 refugiados armenios fueron asesinados.

## Historia
Los armenios que lograron sobrevivir durante el genocidio entre 1915-1916 fueron desterrados hacia el desierto, en dos direcciones, una hacia Damasco, y otros hacia el Éufrates a Deir ez-Zor. Durante el período inicial de las masacres, 30,000 armenios fueron confinados en varios campos de concentración en las afueras de la ciudad de Deir ez-Zor. Estaban bajo la protección del gobernador árabe Ali Suad Bey hasta que las autoridades otomanas decidieron reemplazarlo por Zeki Bey, conocido por su crueldad y barbarie. Cuando los refugiados, incluyendo mujeres y niños, llegaron a Deir ez-Zor, cocinaron pasto, comieron pájaros muertos,  y aunque había una cueva cerca del Deir ez-Zor para que los prisioneros almacenaran hasta que murieron de hambre, ningún "campamento" parece haber sido planeado para los armenios.
Según Christopher J. Walker, "la deportación" no era más que un eufemismo para asesinar en masa. No se tomaron medidas para su viaje o exilio, y a menos que pudieran sobornar a sus guardias, en casi todos los casos se les prohibió comer y beber agua ". Los que sobrevivieron encontraron en Jerablus y Deir ez-Zor, "un vasto y horrible campo de concentración al aire libre".

## Genocidio armenio
El gobierno otomano persiguió al pueblo armenio y lo obligó a marchar hacia la ciudad siria de Deir al-Zour y el desierto circundante sin las instalaciones ni los suministros que hubieran sido necesarios para sustentar la vida de cientos de miles de deportados armenios durante y después de su limpieza étnica hacia el desierto sirio.
Haj Fadel Al-Aboud, burgomaestre de Deir al-Zour en esa época, proporcionó alimentos, vivienda y medios de subsistencia y seguridad a los armenios que lograron sobrevivir el destierro. Los armenios le devolvieron el favor a Al-Aboud cuando las autoridades coloniales francesas lo condenaron a muerte en Alepo. El apoyo y defensa de los armenios, logró que los franceses redujeran su pena al exilio en Jisr al-Shughur.

## Monumento

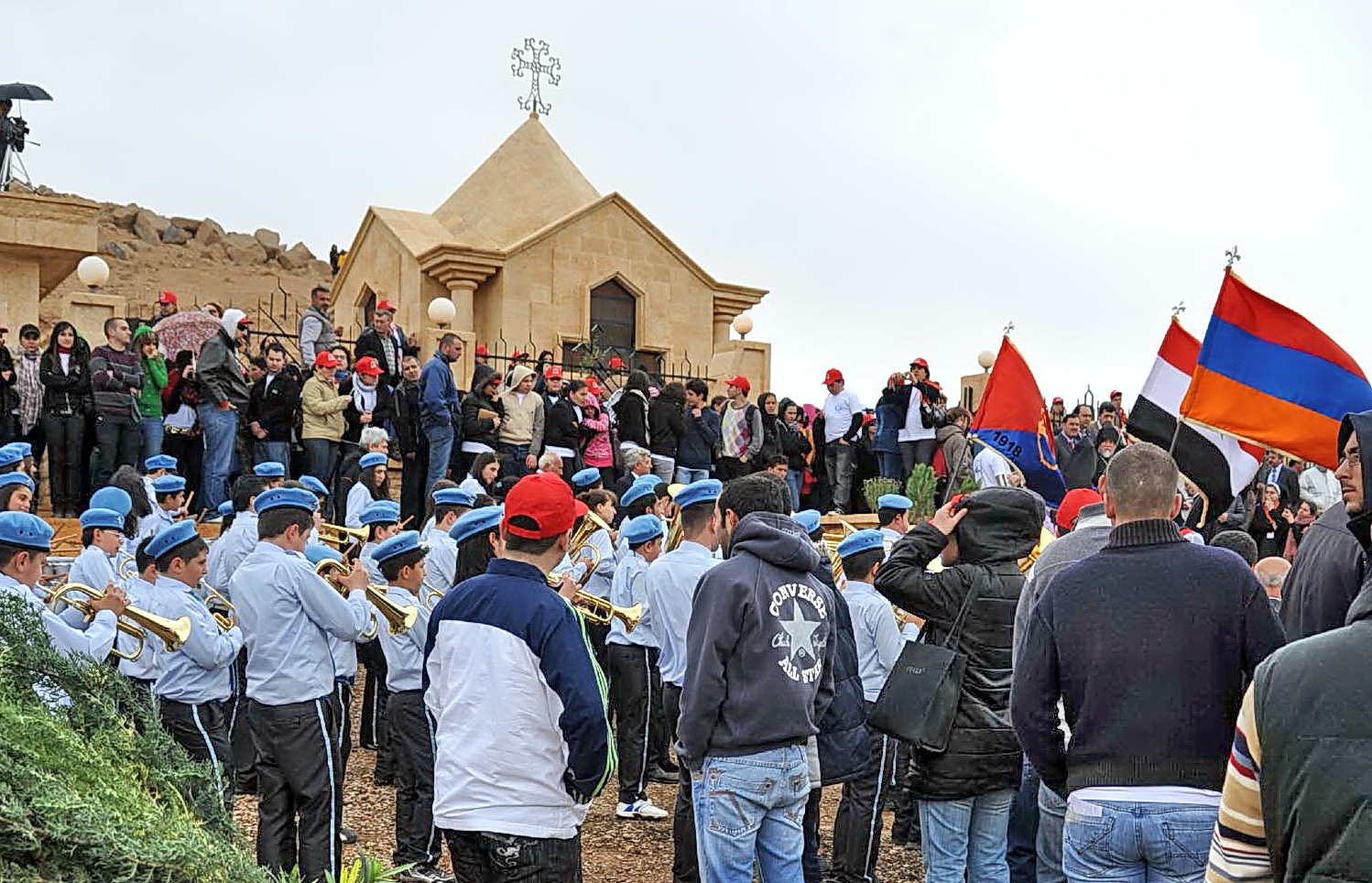
Peregrinos armenios reunidos en el pueblo sirio de Margadeh, cerca de Deir ez-Zor, para conmemorar el 94º aniversario del genocidio armenio.

En el pueblo de Margadeh (a 88 km de Deir ez-Zor), una capilla armenia dedicada a los masacrados allí durante el genocidio "alberga algunos de los huesos de los muertos". Tanto libaneses como sirios, hacen peregrinación a este monumento, la cual es organizada por la Iglesia Apostólica Armenia de Alepo.
Nouritza Matossian escribió para la Voz armenia lo siguiente:
El mes pasado visité el desierto de Deir-ez-Zor en los campos de exterminio, cuevas y ríos donde perecieron un millón de armenios. Me mostraron un pedazo de tierra que sigue hundiéndose. Se llama el Lugar de los Armenios. Allí fueron enterrados tantos miles de cadáveres que el suelo se está hundiendo desde hace 80 años. Los huesos de la pierna y las costillas humanas se salen a la superficie.
"Para los armenios, Der Zor ha llegado a tener un significado similar al de Auschwitz", escribió Peter Balakian en The New York Times. "Cada uno, de diferentes maneras, es un epicentro de muerte y un proceso sistemático de matanza masiva; cada uno es un lugar simbólico, un nombre epigramático en un mapa oscuro. Der Zor es un término que se queda contigo, o se te queda pegado, como un rebaba o espina: "r" "z" "o" — duro, como un serrucho, como un cuchillo". En 2010, el presidente de Armenia, Serzh Sarkisian, declaró lo siguiente: "Muy a menudo los historiadores y periodistas comparan acertadamente Deir ez Zor con Auschwitz diciendo que 'Deir ez Zor es el Auschwitz de los armenios'. Creo que la cronología nos obliga a formular los hechos al revés: 'Auschwitz es el Deir ez Zor de los judíos'.
El monumento y el museo al genocidio armenio de Deir ez Zor fueron destruidos por el Estado Islámico en el 2014. El sitio fue recapturado en el 2017. El presidente sirio, Bashar al-Assad, se ha comprometido a restaurar el sitio, como parte de la reconstrucción de Siria.